# Oratorio della Misericordia (San Quirico d'Orcia)
L'Oratorio della Misericordia è un edificio sacro che si trova a San Quirico d'Orcia, in provincia di Siena, Arcidiocesi di Siena-Colle di Val d'Elsa-Montalcino.

Semplice edificio intonacato ad unica navata preceduto da un portico coperto, l'interno oggi non è visitabile ospita parte della sacrestia della Collegiata dei Santi Quirico e Giulitta che si trova adiacente all'oratorio, mentre altri locali sono adibiti come foresteria per i pellegrini che percorrono la Via Francigena. 

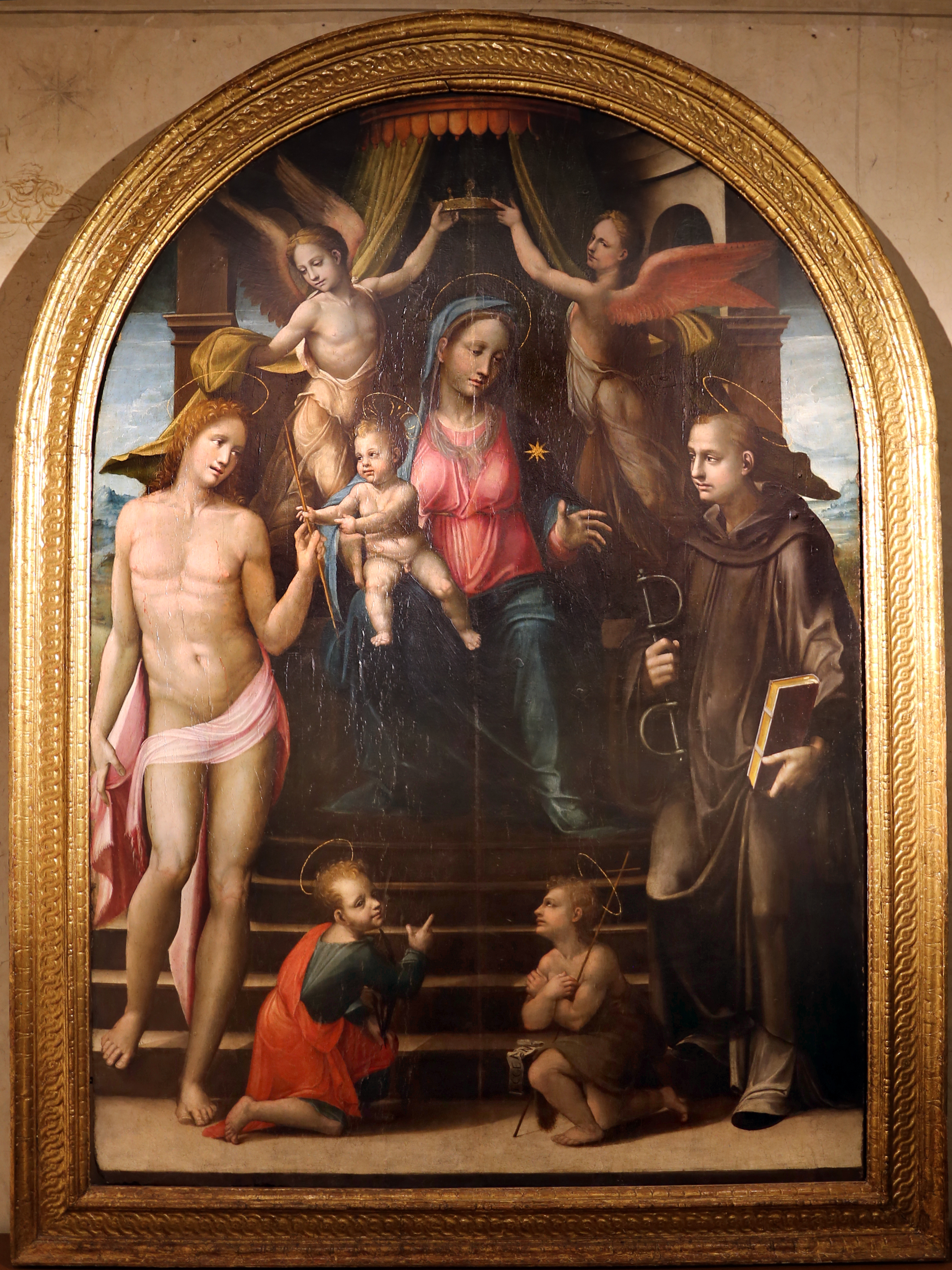
Bartolomeo Neroni, Madonna col Bambino e Santi

La navata viene utilizzata dal coro parrocchiale, ma l'altare maggiore reca una grande tavola di Bartolomeo Neroni detto il Riccio, raffigurante la Madonna col Bambino e i Santi Leonardo, Sebastiano, San Giovannino e San Quirico, opera tarda del pittore databile al 1545 - 1550 circa, restaurata tra 2003 e 2004.